# Megújuló energiaforrások Kínában

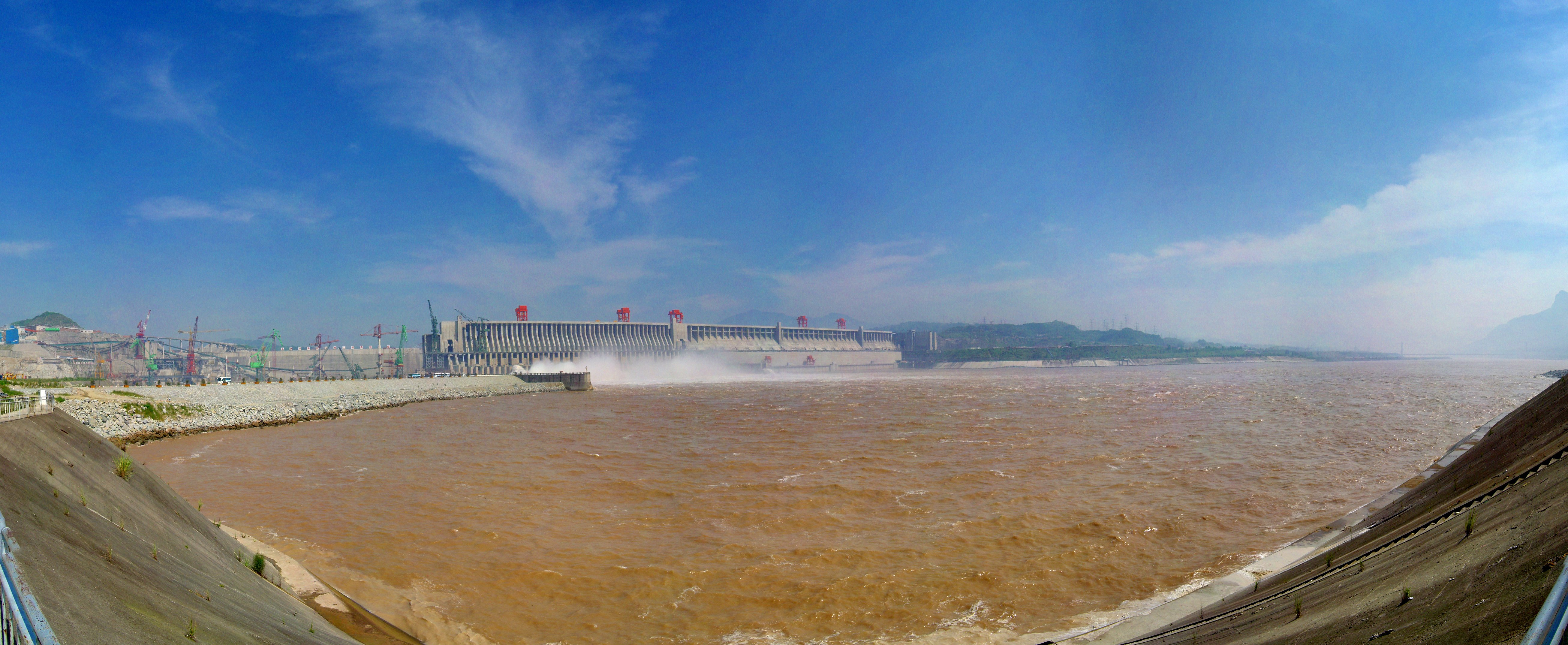
Három Szoros erőmű

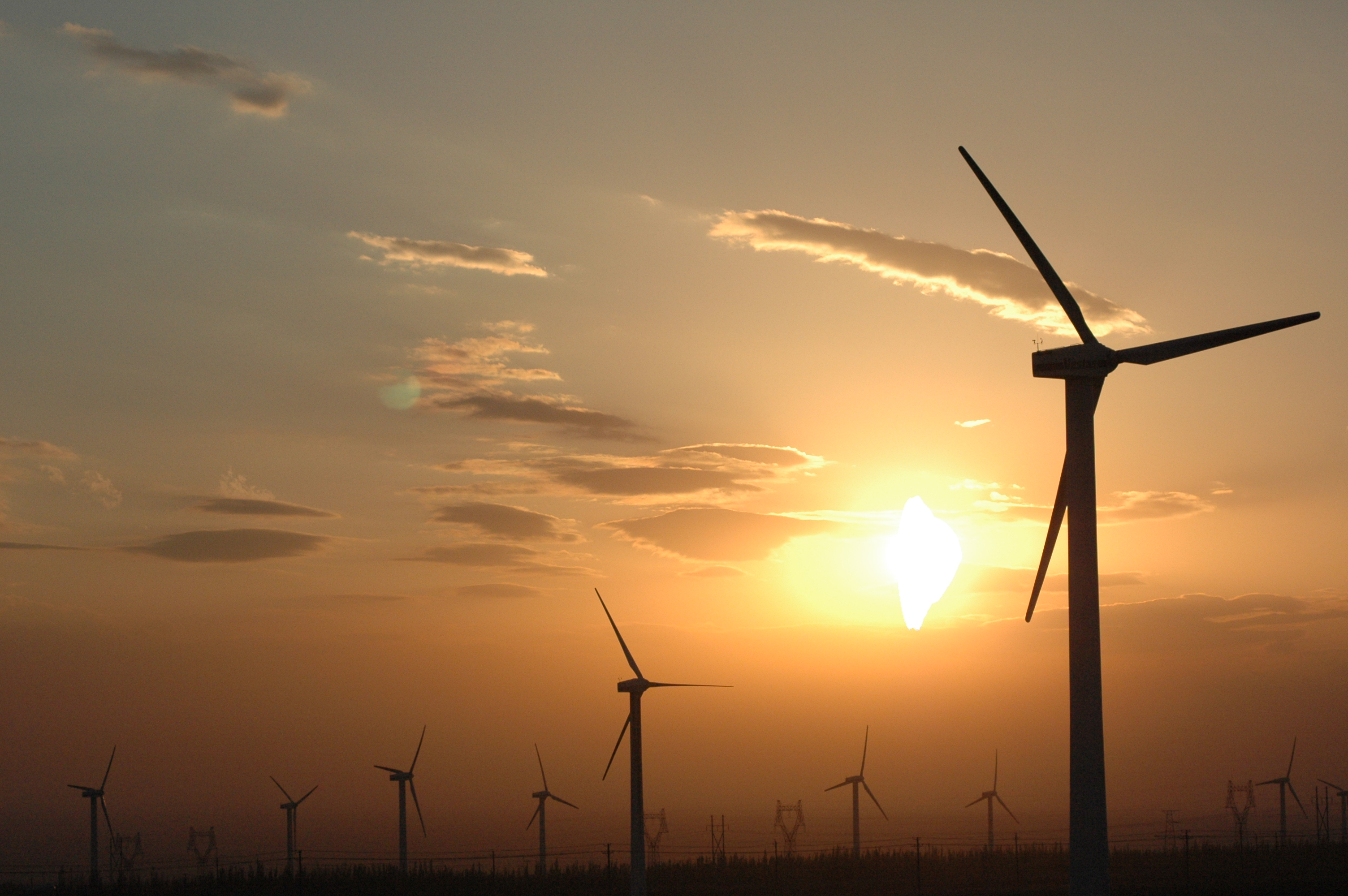
Szélfarm a kínai Hszincsiang-Ujgur Autonóm Területban

A megújuló energiaforrások Kínában segítenek a gazdaság átalakításában és az energiabiztonság elérésében. Kína gyorsított ütemben halad a megújuló energiaforrások kiaknázásában. Kína elektromos energiája 16%-ban megújuló energiaforrásokból származott 2006-ban. A világ legnagyobb számú vízerőműveivel rendelkezik. Az üzembe helyezett vízerőművei teljesítménye elérte a 145 000 megawattot 2007-ben. 2010-re a 190 000 MW teljesítményt tűzte ki maga elé Kína. A kínai gazdaságélénkítő csomag stratégiájának része, hogy megújuló energiaforrásokat alkalmazzanak, olyan erőműveket építsenek, melyek zöld energiát termelnek. A Tsinghua Egyetem és a Harvard Egyetem kutatói megállapították, hogy a szénerőművek használatát jelentős mértékben csökkentik és szélerőművekkel kezdik azokat helyettesíteni.
2007. április 6-án a Gansu Dang-folyó vízerőmű projektjét Tiszta Fejlesztési Mechanizmusként jegyezték, összhangban a Kiotói jegyzőkönyv követelményeivel az Éghajlatváltozási Kormányközi Testület (IPCC) felé.
A projekt nyolc vízerőmű építéséből és üzemeltetéséből áll, melyek kapacitása 35,4 MW. Éves szinten 224 040 000 KWh[forrás?] energiát állít elő. A projekt Dang városában kapott helyet, mely a kínai Gansu tartományban van. A Gansu Dang vízerőművének projektjébe 2004. november 1-jén kezdett bele a (Csia Jü-küen) Jiayuguan City Tongyuan Hydropower Co.
2006-ban 10 000 MW teljesítményű vízerőművet állítottak üzembe Kínában. A Nemzeti és Fejlesztési és Reformbizottság jóváhagyott tizenhárom bővítési projektet 2006-ban, mely 19 511 MW energiát fog termelni. Az új vízerőmű projekteket 2006-ban hagyták jóvá, ugyanebben az évben hozzá is kezdtek a Jinsha-folyó 6000 megawattos Xiangjiaba Vízerőműjének, a Yalong-folyó 4800 megawattos Mianpi gátjának, a Lancang-folyó 1750 megawattos Jinghong gátjának-, a Beipan-folyó 1040 megawattos Guangzhao gátjának és a Wu-folyó 1000 megawattos Silin gátjának építéséhez. 2005-ben a következő projekteket hagyták jóvá és kezdték kivitelezni: a Jinsha-folyó 12600 MW-os Xiluo Vízerőműve, a Sárga-folyó 4200 megawattos Laxiwa Vízerőműve, a Yalong-folyó 3600 megawattos Mianpi gátja (első fázis).
Kínát számos kritika éri, melyek szerint a megújuló energiaforrások kiépítése nem tud lépést tartani a megnövekedett ipari termeléssel és a növekvő népszerűségnek örvendő kriptovaluta bányászattal. Az egész Bitcoin-hálózat energiaigénye hozzávetőleg 121 TWh, melynek közel 40%-át Kína biztosítja. 2021 márciusától bizonyos régiókban betiltják a szénből származó energiákkal való bitcoin bányászatot.

## Szélerőművek
A kínai szélerőművek teljesítménye elérte a 12,2 gigawattot, és a növekvő gazdaság egyik fontos elemének tartják a szélerőművek építését. A vezető szélerőmű gyártó kínai cégek a Goldwing, a Dongfang és a Sinovel. 2010-re a kínai kormány 10 gigawattra növelte a szélerőművek által előállított energia mennyiséget.

## Naperőművek

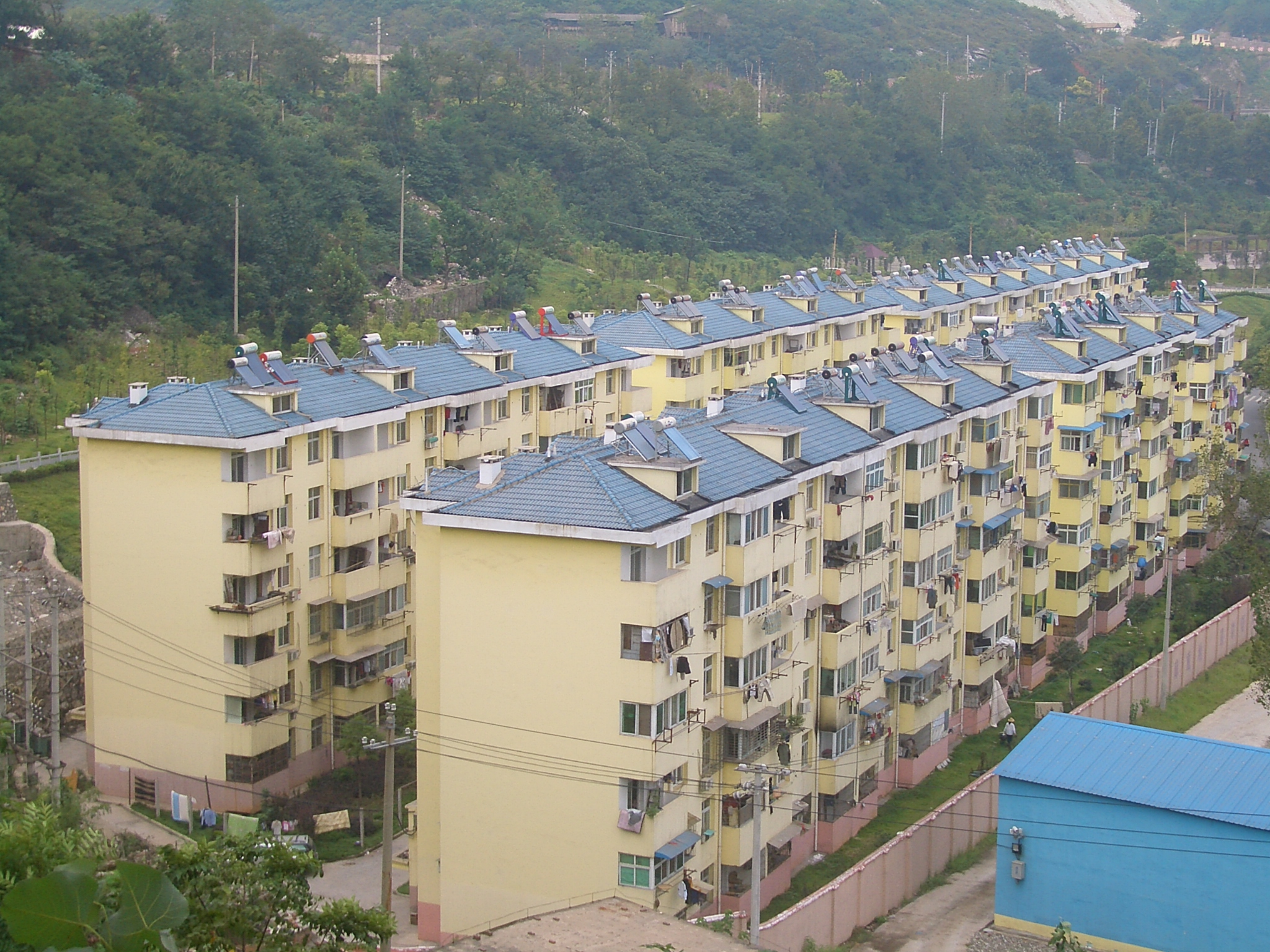
Napkollektorok a háztetőn mindenütt a modern Kínában

Kína termeli a világ napelemeinek 30%-át. A fotovillamos elemeket gyártó fő kínai cégek a Suntech Power Holdings, a Trina Solar, a Yingli Solar. Kínában találjuk még a Canadian Solar és a Solarfun napelem gyártó cégeket. A vékony PV gyártók között van az ENN Solar és a Astronergy Solar. Más típusokat gyárt az LDK és a Renesola.
Kína a világ vezető napelemgyártó országa, a hat legnagyobb napelem gyár értéke körülbelül 15 milliárd amerikai dollárt ér. A Suntech Power székhelye Jiangsu tartományban van, a világ harmadik legnagyobb napelem forgalmazó cég.
Jelenleg számos fejlesztést és tervet jelentett be az iparág több cége. A napelemgyártás és a technikai fejlesztések mérföldkőhöz érkeztek Kínában.
A First Solar bejelentette, hogy nem csak Kínában, de Mongóliában is napelem gyártó céget épít a sivatagban. A kínai elnök 2009. szeptember 22-i New York-i beszédében hangsúlyozta az ENSZ klíma csúcstalálkozóján, hogy továbbra is biztosítják a megújuló energia használatába fektetett erőfeszítéseket. Kína ígéretet tett, hogy egy évtizeden belül energiaforrásának 15%-át zöld energiából fogja nyerni.
Körülbelül 50 megawatt teljesítményt produkáló napelemeket helyeztek üzembe 2008-ban, több mint a dupláját a 2007-es 20 megawattos szintnek. Ez a teljesítmény relatív kevésnek számít továbbra is. Néhány tanulmány szerint az igény Kínában a 232 MW-os szintet elérheti 2012-ig. A kínai kormány bejelentette tervét, hogy 20 gigawattra növeli a napenergiából származó áram mennyiségét. Ha a kínai cégek tudják csökkenteni a napelemek előállításának költségét, akkor nagymértékben csökken a szén és az nyersolaj importjának igénye, és környezetbarát energiatermelést valósítanak meg.